# Rutigliano
Rutigliano is een gemeente in de Italiaanse provincie Bari (regio Apulië) en telt 17.888 inwoners (31-12-2004). De oppervlakte bedraagt 53,2 km2, de bevolkingsdichtheid is 336 inwoners per km2.

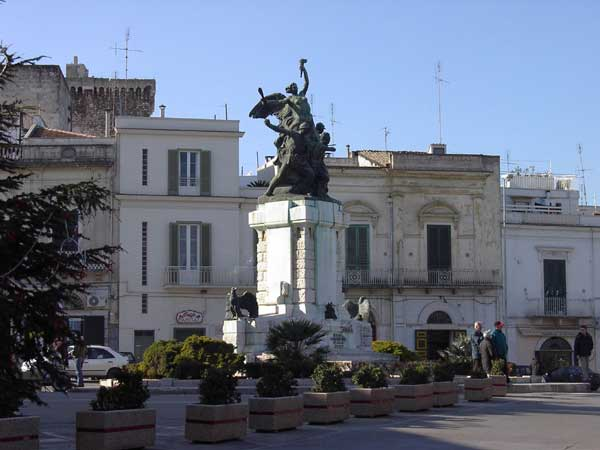
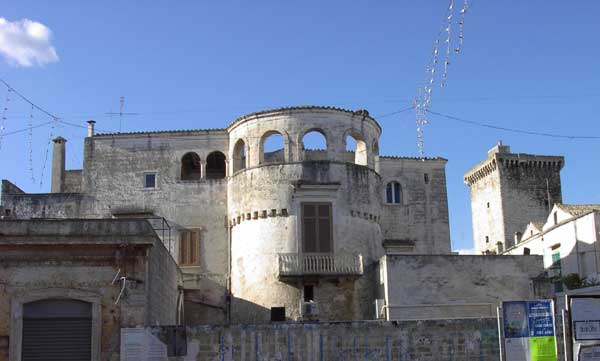
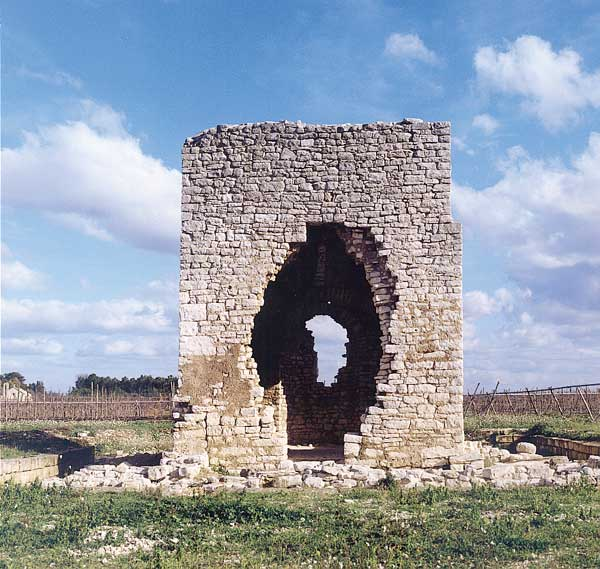

## Demografie
Rutigliano telt ongeveer 5828 huishoudens. Het aantal inwoners steeg in de periode 1991-2001 met 7,2% volgens cijfers uit de tienjaarlijkse volkstellingen van ISTAT.
| Jaar | Inwoneraantal |
| ---- | ------------- |
| 1991 | 16.378        |
| 2001 | 17.559        |

## Geografie
Rutigliano grenst aan de volgende gemeenten: Casamassima, Conversano, Mola di Bari, Noicattaro, Turi.